# Paul Kellerman
Paul Kellerman az amerikai Szökés című sorozat egyik kitalált szereplője, Paul Adelstein alakítja. A karakter a sorozat első évadának premier epizódjában szerepelt először, mint egy titkosügynök. A harmadik epizódtól kezdve lett főszereplő. A karakternek leginkább az összeesküvés szálban van szerepe. A második évad utolsó epizódja után eltűnt, majd a sorozat fináléjában visszatért, hogy segítsen Michaeléknek a Scylla biztonságba helyezésében.

## Háttér
Paulnak van egy húga, Kristine, akit gyerekkora óta nem látott. Egy visszaemlékezős epizódból kiderül, hogy Kellerman szerelmes volt Caroline Reynoldsba és hogy ő is benne volt Lincoln gyilkosságba keverésében.

## Szerepek

### 1. évad
Az első részben láthatjuk, amikor is társával, Daniel Hale-lel megöl egy papot, aki veszélyeztetheti Burrows kivégzését. Rengeteg emberrel végez az évad során, köztük van LJ anyja, nevelőapja, Leticia Barris és még sokan. Mikor őt és Hale-t leváltja egy Quinn nevű ügynök, később bosszút állnak rajta: a férfit LJ belelöki egy olajfúróba, Kellerman és Hale pedig hagyják, hogy ott haljon meg. Mikor Paul rájön, hogy Hale fel akarja fedni a Steadman ügyet, megöli. Nem sokkal ez után LJ rájön Kellerman lakhelyére, és fegyverrel fenyegeti meg, életét talán annak köszönheti, hogy rendőrök viszik el a fiút.

### 2. évad
Az évadban egy Bill Kim nevű ügynöktől kap utasításokat, amik között van Sara Tancredi megölése is. Miután ezt a feladatot nem sikerül elvégeznie, Kim megpróbálja megölni és eltörölni Kellermant, ám ez nem sikerül neki: Paul átáll Michael és Lincoln oldalára és velük menekül tovább. Megpróbálja új társaival elfogni Terrence Steadmant, ám a férfi öngyilkos lesz. Mikor Michaelék megszerzik a Lincet talán felmentő hangfelvételt, Sara kizárja az autóból, így magára marad. Miután nem sikerül megölnie az új elnököt, elbúcsúzik húgától, majd megpróbál öngyilkos lenni, ám ez nem sikerül: fegyvere csütörtököt mond. Tanúskodik Lincoln és Sara ügyében, így azokat felmentik, ám Kellermant elítélik. Mikor átszállítanák egy börtönbe, a rabszállító egy helyen megáll, itt néhány maszkos ember jelenik meg és lelövik a kocsiban ülőket. Kellerman számít a támadásra. A jelenetet kívülről látjuk, Kellerman sorsa ismeretlen.

### 4. évad
Kellerman az évad fináléjában visszatér, kiderül, hogy a Cég ellen dolgozók segítettek rajta.
Michael átadja neki a Scyllát, ő cserébe biztosítja szabadulásukat. 4 évvel később Kellerman szenátor, bár a Daniel Hale özvegyével való találkozásából látszik, hogy bűntudata van a korábbi tettei miatt. A csapattal láthatóan nem tartja a kapcsolatot.